# Праврівці
Праврівці (словац. Pravrovce) — частина села Репеїв, до 1964 року самостійне село у Словаччині, на території теперішнього Меджилабірського округу Пряшівського краю. Розташоване в північно-східній частині Словаччини, у Низьких Бескидах в долині Ольки на її правому березі.
Уперше згадується у 1408 році.

## Пам'ятки
У Праврівцях є греко-католицька церква трьох святителів з 1832 року в стилі бароко-класицизму.

## Населення
У 1880 році в селі проживало 118 осіб, з них 112 вказало рідну мову русинську, 2 були чужинці а 4 німі. Релігійний склад: 103 греко-католиків, 2 римо-католики, 13 юдеїв.
У 1910 році в селі проживало 266 осіб, з них 208 вказало рідну мову русинську, 39 німецьку, 2 словацьку, 17 іншу. Релігійний склад: 209 греко-католиків, 29 римо-католиків, 28 юдеїв.